# Gallo combatiente español
El gallo combatiente español es una raza de Gallus gallus originaria de España, especialmente abundante en Andalucía y Canarias, utilizado para las peleas de gallos por su actitud de combatir con los de su misma especie.
Se cree que existen gallos de pelea en la península ibérica desde el primer milenio antes de Cristo, introducidos por los fenicios, cartagineses, griegos y romanos, aficionados a las riñas. Sin embargo puede afirmarse que el combatiente español no procede de los gallos de pelea de la Antigua Grecia, ya que éstos eran muy grandes, como el gallo combatiente malayo. El gallo combatiente español en cambio es un ave pequeña, de cola baja, tarsos con espolones puntiagudos, sin cresta ni barbilla (que se le cortan a los ocho meses). Parece que su origen es el gallus bankiva, domesticado hace siete mil años en China, que todavía se encuentra en estado salvaje en Indochina y que, con la intervención de otros gallus o faisánidos, parece el origen del actual gallus domesticus. No obstante no pertenece al grupo de razas españolas definidas a partir del siglo XVIII y cuya raza matriz es la cara blanca o "ave de Sevilla".
El aspecto del gallo combatiente español es similar al del gallo salvaje. Las variaciones de forma y color que han ido aparecido no se han ido seleccionado, pues lo que se ha buscado es mejorar la actitud para el combate. Por ello se admiten todos los colores, atendiendo a cual se clasifican en colorados, giros, cenizos, jabados, pintos, melados y blancos. En cuanto al tipo de plumaje, se habla de gallos gallinos (con pumaje como el de la hembra), gallos gallinatos (plumaje intermedio entre el gallo y la gallina) y gallos reculos o bolos (sin cola).
Asimismo, en función del área geográfica, suele hablarse del gallo combatiente español tipo jerezano y del tipo canario. En el marco de Jerez de forma tradicional y popular se les llama "gallos ingleses" o "gallinas inglesas" y suele admitirse la influencia del Old English Game, llevada a la zona por los bodegueros británicos dedicados a la crianza y exportación del jerez. En el caso de las Canarias, se habla del cruce con gallos corredores orientales.